# St. Louis Film Critics Association Awards 2012
9. ročník předávání cen asociace St. Louis Film Critics Association se konal dne 11. prosince 2012.

## Vítězové a nominovaní

### Nejlepší film
Argo
- Lincoln (2.–3. místo)
- Pí a jeho život (2.–3. místo)
- Nespoutaný Django
- Až vyjde měsíc
- 30 minut po půlnoci

### Nejlepší film – komedie
Až vyjde měsíc (remíza)
Méďa (remíza)
- Chata v horách
- Sedm psychopatů
- Raubíř Ralf

### Nejlepší režisér
Ben Affleck – Argo
- Quentin Tarantino – Nespoutaný Django (2.–3. místo)
- Benh Zeitlin – Divoká stvoření jižních krajin (2.–3. místo)
- Ang Lee – Pí a jeho život
- Wes Anderson – Až vyjde měsíc
- Kathryn Bigelow – 30 minut po půlnoci

### Nejlepší adaptovaný scénář
Lincoln – Tony Kushner (remíza)
Terapie láskou – David O. Russell (remíza)
- Argo – Chris Terrio
- Charlieho malá tajemství – Stephen Chbosky
- Divoká stvoření jižních krajin – Lucy Alibar a Benh Zeitlin
- David Magee – Pí a jeho život

### Nejlepší původní scénář
30 minut po půlnoci – Mark Boal
- Sedm psychopatů – Martin McDonagh
- Nespoutaný Django – Quentin Tarantino (2. místo)
- Chata v horách – Joss Whedon a Drew Goddard
- Až vyjde měsíc – Wes Anderson a Roman Coppola

### Nejlepší herec v hlavní roli
Daniel Day-Lewis – Lincoln
- John Hawkes – Sezení (2. místo)
- Denzel Washington – Let
- Joaquin Phoenix – Mistr
- Bradley Cooper – Terapie láskou
- Jamie Foxx – Nespoutaný Django

### Nejlepší herečka v hlavní roli
Jessica Chastainová – 30 minut po půlnoci
- Jennifer Lawrenceová – Terapie láskou (2. místo)
- Quvenzhane Wallis – Divoká stvoření jižních krajin
- Helen Mirren – Hitchcock
- Aubrey Plaza – Vlastní zbraň podmínkou

### Nejlepší herec ve vedlejší roli
Christoph Waltz – Nespoutaný Django
- Tommy Lee Jones – Lincoln (2. místo)
- Alan Arkin – Argo
- John Goodman – Argo
- William H. Macy – Sezení
- Bruce Willis – Až vyjde měsíc

### Nejlepší herečka ve vedlejší roli
Ann Dowd – Nařčení (remíza)
Helen Hunt – Sezení (remíza)
- Amy Adams – Mistr
- Sally Fieldová – Lincoln
- Anne Hathawayová – Bídníci
- Emma Watsonová – Charlieho malá tajemství

### Nejlepší dokument
Pátrání po Suger Manovi
- Aj Wej-wej: Bez omluvy (2.–4. místo)
- Proti šikaně (2.–4. místo)
- Jak přežít mor (2.–4. místo)
- Jiroovy vysněné sushi

### Nejlepší animovaný film
Raubíř Ralf
- Rebelka
- Norman a duchové (2. místo)
- Frankenweenie: Domácí mazlíček
- Legendární parta

### Nejlepší kamera
Roger Deakins – Skyfall
- Claudio Miranda – Pí a jeho život (2. místo)
- Ben Richardson – Divoká stvoření jižních krajin
- Frank Griebe a John Toll – Atlas mraků
- Robert Richardson – Nespoutaný Django
- Mihai Mălaimare Jr. – Mistr

### Nejlepší vizuální efekty
Pí a jeho život
- Avengers (2. místo)
- Atlas mraků
- Prometheus
- Sněhurka a lovec

### Nejlepší hudba
Nespoutaný Django (remíza)
Až vyjde měsíc (remíza)
- Divoká stvoření jižních krajin
- Atlas mraků
- Temný rytíř povstal
- Not Fade Away

### Nejlepší cizojazyčný film
Nedoknutelní (Francie)
- Víla (Francie/Belgie) (2.–3. místo)
- Lovci hlav (Nizozemsko) (2.–3. místo)
- Holy Motors (Francie/Německo)
- Kluk na kole (Belgie/Francie/Itálie)

### Nejlepší festivalový film
Nařčení (remíza)
Vlastní zbraň podmínkou (remíza)
- Bernie
- Víla
- Sleepwalk with Me
- Take This Waltz

### Nejlepší scéna
Nespoutaný Django (remíza)
Hitchcock (remíza)
Nic nás nerozdělí (remíza)
Mistr (remíza)
- Divoká stvoření jižních krajin
- Let